# Phân họ Linh dương

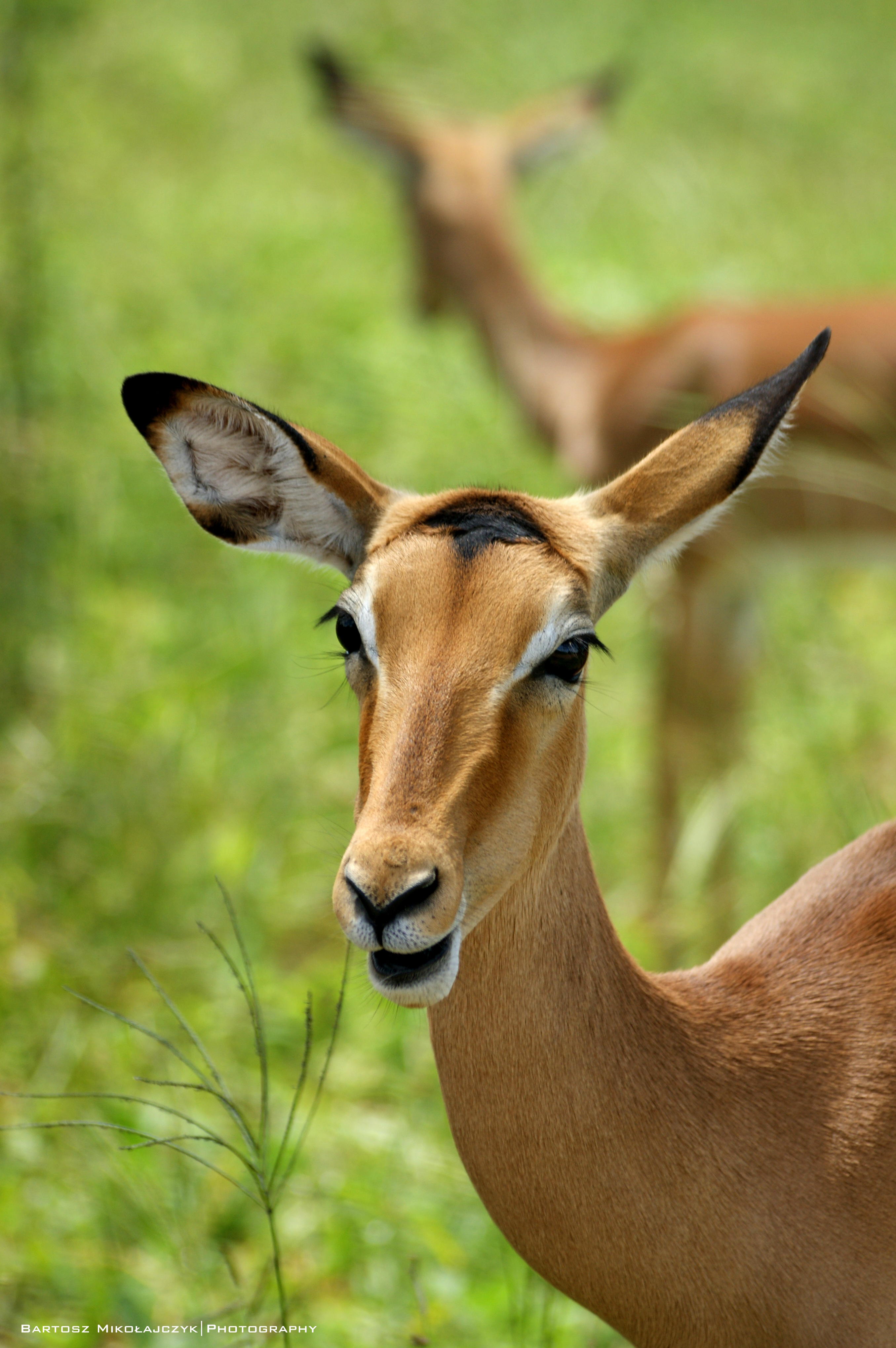
Một con linh dương

Phân họ Linh dương (Danh pháp khoa học: Antilopinae) là một phân họ của Họ Trâu bò (Bovidae) bao gồm các loài có tên là linh dương cũng như một số loài có tên là sơn dương và dê. Phân họ này bao gồm các loài Linh dương Gazelle, Linh dương đen Ấn Độ, Linh dương nhảy, Linh dương Gerenuk, Ammodorcas clarkei (đã tuyệt chủng), và linh dương ở vùng Trung Á thường được gọi là linh dương thật sự.
Các loài Linh dương thực thụ phân bố ở phần lớn các vùng thuộc châu Phi và châu Á, với sự phân bố mật độ tập trung cao nhất của các loài linh dương diễn ra ở Đông Phi, chẳng hạn như ở Sudan, Eritrea, Ethiopia, Somalia, Kenya, và Tanzania. Các loài Linh dương Saiga và linh dương Tây Tạng có ít nhiều liên quan đến các loài linh dương thật sự (Antilopinae) và dê (Caprinae), nhưng thường được đặt trong phân họ riêng của chúng là Saiginae.
Nhiều loài động vật thuộc họ linh dương sinh sống nhiều miền Trung và Tây Á. Các loài linh dương lùn đôi khi được đặt trong một phân họ riêng biệt với tên gọi là bộ Linh dương lùn (Neotraginae) và sống hoàn toàn ở vùng cận Sahara thuộc châu Phi. Đại đa số linh dương trên thế giới sinh sống ở Phi châu. Số nhỏ hơn có bản địa ở Á châu. Nhìn chung các loài linh dương trong phân họ này có đặc trưng chung là tốc độ và sự lanh lợi, phù hợp với những cuộc đua tốc độ sinh tử với các loài ăn thịt.
Loài linh dương có sừng của Bắc Mỹ (còn gọi là linh dương châu Mỹ), mặc dù theo cách thông tục cũng có từ linh dương, nhưng không phải là một thành viên của họ Bovidae mà là loài duy nhất thuộc họ Antilocapridae, chúng có sừng phân nhánh và rụng hàng năm.

## Các loài
Họ Trâu bò (Bovidae)
- Phân họ Antilopinae
  - Tông Antilopini
    - Chi Ammodorcas
      - Ammodorcas clarkei

    - Chi Antidorcas: Linh dương nhảy
      - Antidorcas marsupialis: Linh dương nhảy
        - Antidorcas marsupialis marsupialis
        - Antidorcas marsupialis angolensis
        - Antidorcas marsupialis hofmeyri

    - Chi Antilope
      - Antilope cervicapra: Linh dương đen Ấn Độ
        - Antilope cervicapra cervicapra
        - Antilope cervicapra rajputanae

    - Chi Eudorcas
      - Eudorcas albonotata: Linh dương Mongalla
      - Eudorcas rufina †: Linh dương đỏ (đã tuyệt chủng)
      - Eudorcas rufrifrons: Linh dương mặt đỏ
        - Eudorcas rufifrons centralis
        - Eudorcas rufifrons hasleri
        - Eudorcas rufifrons kanuri
        - Eudorcas rufifrons laevipes
        - Eudorcas rufifrons rufifrons
        - Eudorcas rufifrons tilonura

      - Eudorcas thomsoni: Linh dương Thomson hay còn gọi là Tomie
        - Eudorcas thomsoni thomsonii
        - Eudorcas thomsoni nasalis

      - Eudorcas tilonura

    - Chi Gazella: Linh dương Gazelle
      - Thứ chi Deprezia
        - Gazella psolea †: Loài linh dương tiền sử, đã tuyệt chủng

      - Thứ chi Gazella
        - Gazella arabica †: Linh dương gazelle Ả rập
        - Gazella benettii hay Chinkara
        - Gazella bilkis †: Linh dương Yemen (đã tuyệt chủng)
        - Gazella dorcas: Linh dương Ai Cập
          - Gazella dorcas beccarii
          - Gazella dorcas dorcas
          - Gazella dorcas isabella
          - Gazella dorcas massaesyla
          - Gazella dorcas osiris
          - Gazella dorcas pelzelni

        - Gazella gazella: Linh dương núi đá Ả Rập
          - Gazella gazella gazella
          - Gazella gazella acaiae
          - Gazella gazella merrilli
          - Gazella gazella hatay
          - Gazella gazella cuvieri

        - Gazella saudiya †
        - Gazella spekei

      - Thứ chi Trachelocele
        - Gazella cuvieri: Linh dương Cuvier
        - Gazella leptoceros: Linh dương Rhim
        - Gazella subgutturosa
          - Gazella subgutturosa subgutturosa
          - Gazella subgutturosa gracilicornis
          - Gazella subgutturosa yarkandensis
          - Gazella subgutturosa marica

    - Chi Litocranius
      - Litocranius walleri: Linh dương cổ dài
        - Litocranius walleri walleri
        - Litocranius walleri sclateri

    - Chi Nanger
      - Nanger dama: Linh dương Dama
        - Nanger dama mhorr
        - Nanger dama dama
        - Nanger dama ruficollis

      - Nanger granti: Linh dương Grant
        - Nanger granti brighti (Thomas, 1901) – Linh dương Gazelle Bright
        - Nanger granti granti (Brooke, 1872) – Linh dương Grant phương Nam
        - Nanger granti lacuum (Neumann, 1906) – Linh dương Grant phương Bắc
        - Nanger granti petersi (Günther, 1884) – Linh dương Gazelle Peter
        - Nanger granti robertsi - Linh dương Gazelle Roberts

      - Nanger soemmerringii
        - Nanger soemmerringii berberana
        - Nanger soemmerringii soemmeringii
        - Nanger soemmerringii butteri

    - Chi Procapra
      - Procapra gutturosa
      - Procapra picticaudata
      - Procapra przewalskii
        - Procapra przewalskii przewalskii
        - Procapra przewalskii diversicornis

  - Tông Saigini
    - Chi Pantholops (trước đây xếp vào họ Caprinae)
      - Pantholops hodgsonii: Linh dương Tây Tạng

    - Chi Saiga
      - Saiga tatarica: Linh dương Saiga 
        - Saiga tatarica tatarica (phân loài chỉ định)
        - Saiga tatarica mongolica hay là Saiga borealis: Linh dương Saiga Mông Cổ

  - Tông Neotragini
    - Chi Dorcatragus
      - Dorcatragus megalotis

    - Chi Madoqua
      - Madoqua guntheri
      - Madoqua kirkii
        - Madoqua kirkii kirkii
        - Madoqua kirkii cavendishi
        - Madoqua kirkii damarensis
        - Madoqua kirkii hindei

      - Madoqua piacentinii
      - Madoqua saltiana
        - Madoqua saltiana saltiana
        - Madoqua saltiana hararensis
        - Madoqua saltiana lawrenci
        - Madoqua saltiana phillipsi
        - Madoqua saltiana swaynei

    - Chi Neotragus
      - Neotragus batesi: Linh dương lùn Bates
      - Neotragus moschatus
      - Neotragus pygmaeus: Linh dương hoàng gia

    - Chi Oreotragus
      - Oreotragus oreotragus

    - Chi Ourebia
      - Ourebia ourebi
        - Ourebia ourebi aequatoria
        - Ourebia ourebi cottoni
        - Ourebia ourebi dorcas
        - Ourebia ourebi gallarum
        - Ourebia ourebi goslingi
        - Ourebia ourebi haggardi
        - Ourebia ourebi hastata
        - Ourebia ourebi kenyae: Linh dương lùn Kenya
        - Ourebia ourebi montana
        - Ourebia ourebi ourebi
        - Ourebia ourebi quadriscopa
        - Ourebia ourebi rutila
        - Ourebia ourebi ugandae: Linh dương Uganda

    - Chi Raphicerus
      - Raphicerus campestris
        - Raphicerus campestris campestris
        - Raphicerus campestris naumanni

      - Raphicerus melanotis
      - Raphicerus sharpei

## Đặc điểm
Nhìn chung các loài trong phân họ linh dương rất đa dạng với nhiều loài khác nhau với những đặc trưng khác nhau về ngoại hình, màu sắc, kích thước, tập tính. Nhìn chung, bên cạnh sự khác biệt của một số loài về ngoại hình như linh dương cổ dài, linh dương lùn... thì nhìn chung các loài thuộc phân họ linh dương đề có cấu tạo chung là cơ thể thon gọn, mảnh dẻ với bốn chân dài và khẳng khiu giống như hươu nai để phù hợp với môi trường sống trên thảo nguyên hoặc đồng cỏ trơ trụi, phù hợp cho những cuộc đua tốc độ sinh tử với những kẻ săn mồi.

### Tốc độ

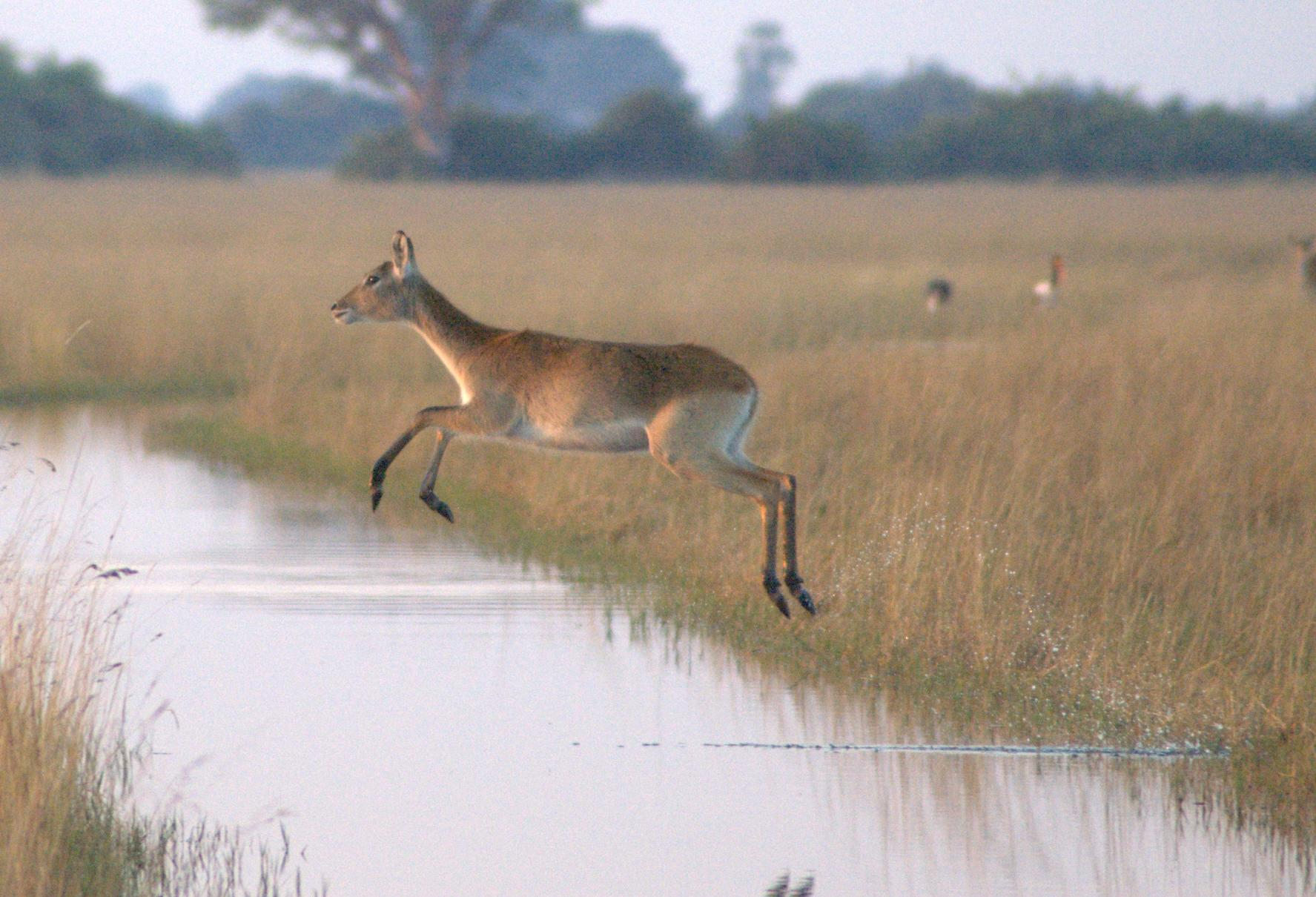
Một con linh dương đang nhảy qua một cánh đồng

Một đặc điểm chung của các loài trong phân họ linh dương chính là tốc độ và sự lanh lợi. Có nhiều chiến thuật quan trọng của chúng khi thoát khỏi nguy hiểm từ kẻ thù là những kẻ ăn thịt đói khát, một trong nhiều cách đó chính là tốc độ. Dùng tốc độ cao và sự bền bỉ để tạo nên sức rướn mạnh và tốc độ tối đa chạy thoát khỏi hiểm nguy, chạy thoạt khỏi kẻ thù của mình Một số loài linh dương cố gắng chạy thoát bằng cách đột ngột thay đổi hướng di chuyển, trong khi các loài linh dương khác, như linh dương hoẵng vùng vịnh, chạy nhanh theo đường thẳng.
Ở thảo nguyên châu Phi chứng kiến những cuộc rượt đổi của báo săn và linh dương, báo săn đặc biệt nhắm vào những con con tơ, những con chậm chạp và thiếu cảnh giác, khi nó và linh dương lao vào trận chiến rượt đuổi thì sự khác biệt giữa sống và chết không chỉ là tốc độ mà còn là tầm nhìn. Tầm nhìn càng quan trọng hơn với con linh dương con linh dương giống như hầu hết các con mồi khác thì mắt được cấu trúc ở hai bên hộp sọ do đó trong khi thì việc bố trí hai mắt ở hai bên đầu của linh dương giúp nó giúp nó có tầm nhìn lên đến 270 độ, chỉ cần xoay nhẹ đầu nó có thể quan sát được 360 độ xung quanh. Ngoài ra mắt của chúng rất nhạy cảm ngay cả với những chuyển động nhỏ nhất. Linh dương là những con mồi có khứu giác rất nhạy do đó báo săn thường tiếp cận linh dương theo chiều người gió và con báo từ từ tiến lại, nó dồn tập trung vào những con linh dương lạc đàn, mải mê gặm cỏ và không cảnh giác.
Thông thường khi rượt đuổi những con linh dương báo săn sẽ tấn công và rượt theo những con linh dương trong địa hình trống trải và trơn tru vì những con linh dương có thể chạy hơn 80 km/h nhưng linh dương có thể duy trì tốc độ trong thời gian dài chúng giống như những vận động viên chạy đua đường trường trong khi báo săn chỉ có thể chạy nước rút ngoài ra con linh dương còn có một chiến lược quan trọng khác là vừa chạy vừa nhảy lên nhảy xuống theo kiểu nhảy tưng tưng, chúng vừa chạy, vừa bật nhảy thật cao vào không trung lên đến gần 3 m điều này làm con linh dương liên tục vào trong và ra ngoài tầm nhìn của con báo làm nó mất phương hướng và nhiều khi buộc phải bỏ cuộc.
Con linh dương có thể vừa chạy vừa di chuyển sang hai phía theo kiểu chạy lạng lách và mỗi lần chuyển hướng con linh dương buộc báo phải thay đổi hướng chạy nếu chuyển hướng 10 lần trong một cuộc rượt đuổi thì con linh dương sẽ đẩy con báo tới tốc độ giới hạn của sự chịu đựng. Con linh dương có thể chậm hơn con báo nhưng trong quá trình tiến hóa đã cung cấp cho nó một vụ khí phòng vệ tiềm năng đó là sự lanh lợi. Những con linh dương lại ít khi vượt quá ngưỡng nhiệt độ khi chạy với tốc độ cao do nó có hệ thống làm mát tự nhiên, trước khi đến não, máu được đi qua một nhóm mạch máu và được làm lạnh nhanh chóng bằng một lượng khí từ khoang mũi rộng giống như bộ phận tản nhiệt trong xe hơi, nó ngăn những chất lỏng quan trọng không bị quá nhiệt cho nên dù nhiệt độ con linh dương chạm đến mức 42 độ thì bộ não nó vẫn được bảo vệ và được làm mát mặc dù đang chịu áp lực.

### Sừng
Ngoài ra nhiều con linh dương dù nhỏ nhưng con linh dương với sừng nhọn hoát trên đầu sẽ bị đâm chết kẻ thù, những con linh dương lớn hoặc linh dương mẹ có thể tấn công lại và đuổi kẻ ăn thịt, có trường hợp ghi nhận một con linh dương Gemsbok mẹ đã đánh đuổi một đàn báo săn khi những con báo này, nó dùng sừng nhọn tấn công báo săn khi cả hai đang khống chế con con Bên cạnh đó báo săn còn phải tháo chạy trước sự to khỏe của các con linh dương đầu bò trong trường hợp bị báo săn tấn công, các con linh dương đầu bò có thể liều lĩnh chống trả và đuổi báo săn đi.